# Fetitxisme travestista

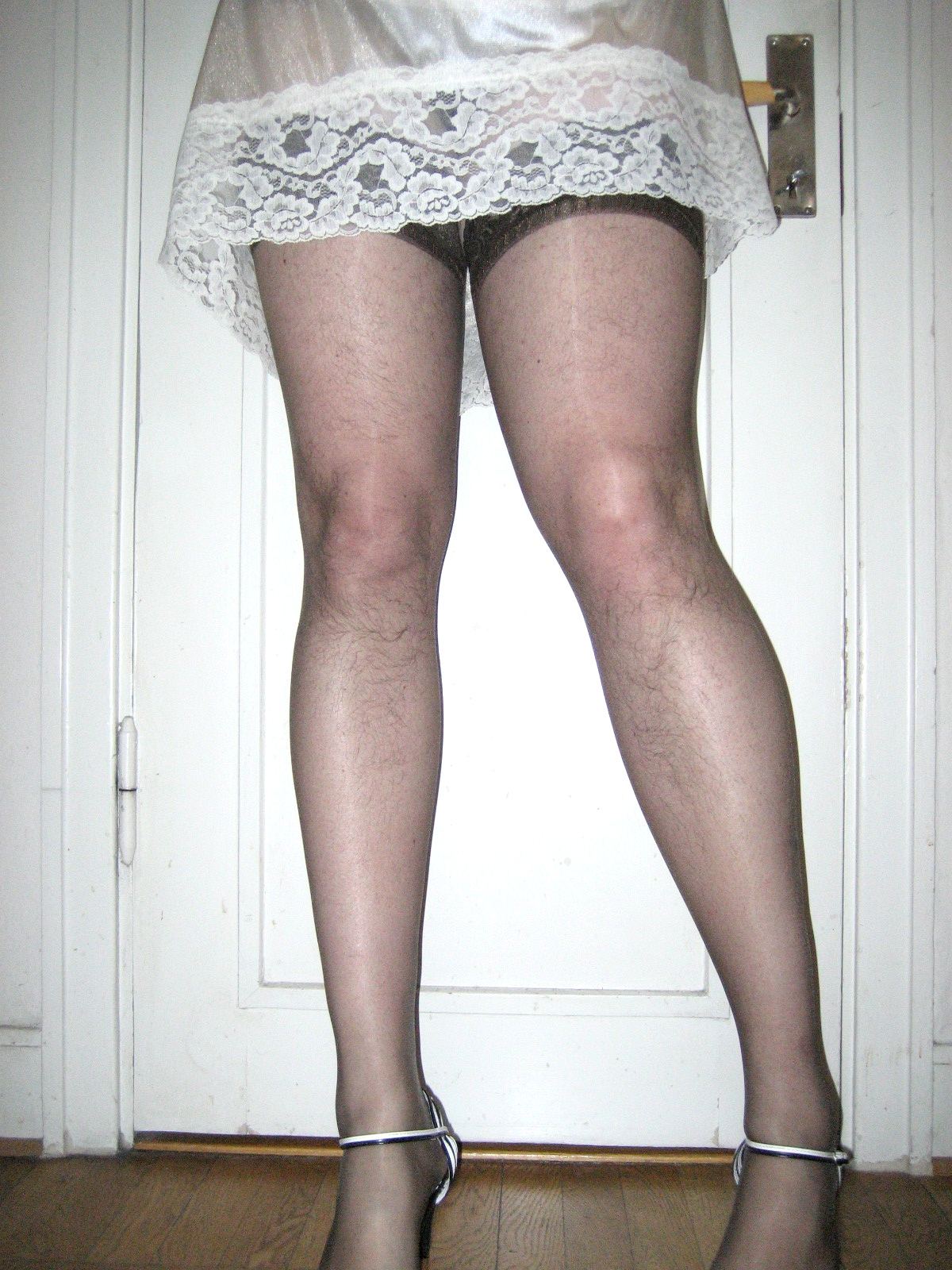
Fetitxisme travestista

El fetitxisme travestista és un tipus de fetitxisme sexual que consisteix l'obtenció plaer sexual gràcies al contacte i vestiment de roba característica de l'altre sexe, en especial roba interior sexy. Aquesta roba és el que actua com a fetitxe. Són homes i en general heterosexuals o, molt menys freqüentment, bisexuals.
La majoria d'homes que tenen aquesta inclinació sexual estan casats i tenen fills, i la practiquen amb absoluta privacitat però també existeix una minoria que se'n pot servir per provocar. En general, el fet de vestir-se de dona per a obtenir una satisfacció eròtica no té cap relació amb dubtes sobre la seva identitat sexual; els excita vestir-se de dones perquè els agraden les dones. Els casats però, solen tenir sentiments de culpabilitat i elevada ansietat pel fet de portar a terme aquesta pràctica, i alguns arriben a purgar, és a dir, a desfer-se de la seva col·lecció de prendes femenines, de tant en tant a causa d'això, tot i que normalment la recomencen. La majoria de fetitxistes travestistes es vesteixen amb roba similar a la que en seu imaginari porten les prostitutes, o bé de l'estil de prostitutes que han vist o coneixen. De vegades es fan fotografies portant aquestes peces de roba.
No és una pràctica que equivalgui ni tingui en general res a veure amb l'homosexualitat, bisexualitat, transexualitat ni transgènere. Tampoc s'ha de confondre amb el travestisme, fora de l'objectiu fetitxista, com a eina de les arts escèniques o com a corrent de moda.

## Psicologia i psiquiatria
El fetitxisme travestista no es considera cap problema de salut mental ni fisiològica llevat que, en una persona determinada, li comporti problemes clínics greus a la seva vida quotidiana, com seria el cas de crisis d'angoixa que li comportin problemes de relació o a la feina, per exemple. Es tracta d'una pràctica que no presenta problemes en algunes cultures, i que fins i tot pot ésser considerada socialment positiva en algunes d'elles, mentre que en d'altres, en especial les que tenen una forta influència judeocristiana, es consideren estranyes o aberrants.

## Fetitxisme travestista i sadomasoquisme
Com a fetitxisme, el fetitxisme travestista es considera un tipus de parafília. Una parafília que pot presentar-se sola o bé amb altres parafílies. En alguns casos, el fetitxista travestista és també sadomasoquista, però no necessàriament.